# Мункбраруп
Мункбра́руп (нем. Munkbrarup) — община в Германии, в земле Шлезвиг-Гольштейн. 
Входит в состав района Шлезвиг-Фленсбург. Подчиняется управлению Лангбаллиг.  Население составляет 1085 человек (на 31 декабря 2010 года). Занимает площадь 13,26 км².